# 이케자

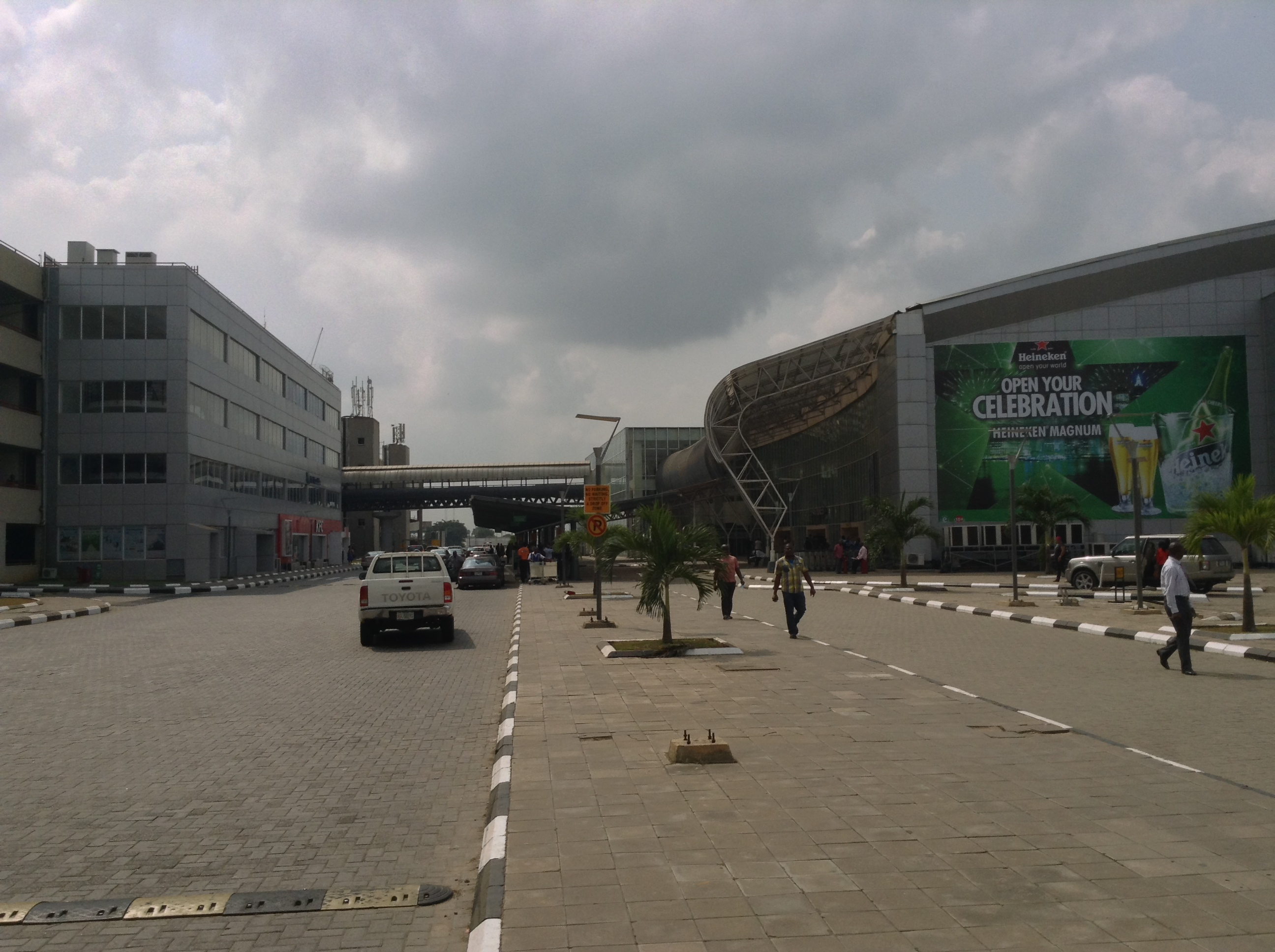

이케자(Ikeja)는 나이지리아 남서부에 위치한 라고스주의 주도로 면적은 46.16 km2, 높이는 39m, 인구는 313,196명(2006년 기준)이다. 1980년대 초반 군사정권 체제에 의해 건설되었다. 시내에는 무르탈라 모하메드 국제공항이 위치한다.